# Вышан
Выша́н (нем. Witzan, лат. Witzlaus; погиб в 795, Люне) — верховный князь Ободритского союза племён (747 ?—795). Первый из князей ободритов, упоминаемый в современных ему исторических источниках.

## Биография
В составленных в Мекленбургском герцогстве в XVI—XVIII веках генеалогиях местных правителей сообщается, что Вышан был единственным сыном скончавшегося в 747 году князя ободритов Ариберта II и его жены, дочери англосаксонского принца Альфреда. Георг Рюкснер в 1530 году в рукописи «Origines et insignia regum Obotritarum et ducum Mecklenburgensium» писал о «русской супруге» короля Витислава, а живший в XVII веке И. Ф. Хемниц упоминал её как «дочь князя из Руси и Литвы». Мекленбургские предания также рассказывают о совершённом в 782 году походе Вышана на Магдебург, во время которого город был полностью разрушен ободритами. В трудах этих авторов и их последователей родословие Вышана по мужской линии возводилось к жившему в середине IV века до н. э. «первому королю вандалов Антирию I», а среди его родичей упоминались Радагайс и реально существовавшие короли вандалов начиная с Годагисла. Однако так как эти сведения не подтверждаются другими источниками, историки считают их недостоверными.
На основании упоминающихся во франкских анналах характеристик социального статуса Вышана предполагается, что под его властью находились несколько подчинявшихся ему славянских князей. Одним из таких властителей, а, возможно, и соправителем Вышана, был Дражко. Сам же Вышан был верховным правителем Ободритского союза племён с полномочиями, сравнимыми с полномочиями монарха. О сильной власти Вышана над подданными свидетельствует и наделение его во франкских источниках королевским титулом: «король ободритов» (лат. «rex Abodritorum»).
Первое достоверное упоминание Вышана в исторических источника относится к 789 году, когда он и Дражко были названы среди участников большого похода, организованного королём франков Карлом Великим на славян-вильцев, многолетних врагов ободритов. Статус Вышана в этом походе во франкских анналах трактуется по-разному: в части источников он называется вассалом Франкского государства (лат. «vassus regis»), в части — союзником (лат. «Abodriti, quorum princeps fuit Witzan»). К тому времени ободриты уже какое-то время поддерживали дружественные отношения с франками: предполагается, что такие отношения могли сложиться ещё при отце Карла Великого Пипине Коротком. В пользу этого говорит свидетельство Эйнхарда, сообщавшего, что причиной похода стали неоднократные нападения вильцев на земли ободритов, союзников франков. Во время похода, в котором, кроме франков и ободритов, участвовали также саксы, лужичане и фризы, Карлу Великому удалось разбить войско вильцев и принудить их князя Драговита признать свою зависимость от Франкского государства.
Предполагается, что в 780 году был заключён франкско-ободритский союзный договор. Возможно, его инициатором был Вышан, стремившийся заручиться поддержкой Карла Великого в военных конфликтах ободритов с вильцами и саксами. Не исключено, что заключение такого союза могло быть истолковано авторами некоторых анналов как подчинение ободритов Карлу Великому и это было причиной упоминаний ими Вышана как вассала короля франков.
В последующие годы Вышан продолжал быть верным союзником Карла Великого. Это привело ободритов к столкновению с их соседями саксами-нордальбингами, основными противниками франков во время последнего этапа многолетних Саксонских войн. В 795 году правитель франков организовал новый поход против восставших, намереваясь с помощью ободритов нанести удар по северным районам Саксонии. Однако, ожидая прибытия славян в Бардовикке, Карл Великий узнал, что при переправе через Эльбу вблизи селения Люне (около современного Люнебурга) войско ободритов попало в устроенную саксами засаду, и что сам Вышан погиб в бою. В ответ на гибель князя король франков разорил саксонские земли между Везером и Эльбой, принадлежавшие союзникам нордальбингов, и переселил во внутренние районы Франкского государства 7070 саксов.
После гибели Вышана новым верховным князем Ободритского союза стал Дражко, по этому случаю получивший от Карла Великого титул герцога (лат. dux).
Во франкских источниках ничего не сообщается о родственных связях Дражко с его предшественником. Однако в «Мекленбургских генеалогиях» он, Годлав и Славомир называются сыновьями Вышана. О степени достоверности этих сведений идут дискуссии, но, скорее всего, эти данные соответствуют действительности. Не вызывает сомнений, что уже в конце VIII века у ободритов существовала княжеская династия и власть над племенным союзом передавалась только её членам. В то же время, согласно «Мекленбургским генеалогиям», через Годлава Вышан был дедом Рюрика. В отличие от сведений о сыновьях Вышана, большинство современных историков отвергает возможность каких-либо родственных связей правителей ободритов с Рюриковичами.

## Комментарии
1. ↑  В анналах Вышан упоминается как Витцан, что, возможно, было следствием переноса имени, звучавшего по древнеславянски как Викан (или Викон), сначала во франкскоговорящее общество, а затем в латиноязычные исторические источники[1]. В свою очередь, Викан могло быть краткой формой распространённого среди западных салвян имени Вислав[2].
2. ↑  Иногда Вышан ошибочно называется Вышаном II, если за Вышана I принимается князь ободритов Вышеслав[3].